# Dobra Sztambergów
Dobra Sztambergów – dawny przystanek kolejki wąskotorowej w Podmaleńcu, w gminie Staszów, w powiecie staszowskim, w województwie świętokrzyskim.